# سایمون مونجاک
سایمون مونجاک (انگلیسی: Simon Monjack؛ ۹ مارس ۱۹۷۰ – ۲۳ مهٔ ۲۰۱۰) نویسنده، کارگردان و تهیه‌کننده اهل انگلستان بود. وی بین سال‌های ۲۰۰۰ تا ۲۰۰۷ میلادی فعالیت می‌کرد.